# Niels Ole Finnemann
Niels Ole Finnemann (født 1945) er en dansk medieforsker og blev i 2005 Danmarks første professor i Internetforskning ved Aarhus Universitet. Niels Ole Finnemann blev i 2014 ansat i et professorat i internetteori og -historie, elektronisk kulturarv og Digital Humanities på Det Informationsvidenskabelige Akademi (IVA) (fra 2019 Institut for Kommunikation), Københavns Universitet.

## Uddannelse og karriere
Han er uddannet som Cand. phil. (1971) og Mag. art. (1981) i Nordisk Sprog og Litteratur ved Århus Universitet.
I studieårene var han aktiv i ungdoms- og studenteroprøret, hvor han blandt andet deltog i oprettelsen af en af de første fagkritiske grupper, ’Gruppe 68’ på Nordisk Institut, Aarhus Universitet, var aktivist i Studenterfronten, og formand for det humanistiske studenterråd og Dirigent for Studenterrådet ved Aarhus Universitet. Han var i 1972 med til at grundlægge forlaget Modtryk og bestyrelsesmedlem indtil 1979. I 1970-erne var han bl.a. medforfatter til Den lange vej gennem krisen, (1976), Livsstykker – fem historier til det nye venstres almanak, (1979) og medgrundlægger og -redaktør og det uafhængige tidsskrift Socialistisk Politik (1975-1979).
Har siden starten af 1970-erne forsket i en bred vifte af moderne kulturhistoriske temaer med særlig fokus på idehistorie, teknologihistorie, kønshistorie og mediehistorie. Heriblandt har han skrevet ”I broderskabets Ånd – Den socialdemokratiske arbejderbevægelse idehistorie 1871-1977” (København, Gyldendal, 1985) og ”Træk af naturbegrebets historie” (Aarhus, Kimære 1988) om naturbegrebet i naturvidenskaberne og dansk litteratur.
Fra sidst i 1980-erne (da det hed EDB og datamater, senere computere og IT) har han især forsket i digitale medier i et skriftteknologisk og mediehistorisk perspektiv. Han blev Dr. Phil på afhandlingen Tanke, sprog og maskine – En teoretisk analyse af computerens symbolske egenskaber. København: Akademisk Forlag (1994). Engelsk oversættelse Thought, Sign, and Machine – The Computer Reconsidered 1999. Grundtanken er, at computeren er en multifunktionel maskine, der har en frit redigerbar arkitektur. Det beror på, at programmer og algoritmer skal udtrykkes i nøjagtig samme form som alle andre data, som sekvenser i det binære alfabet, dvs. en ny form for tekst. Det skriftteknologiske perspektiv videreudvikles senere i forhold til forståelsen af internettet som en ny verdensomspændende kommunikativ infrastruktur. Det indebærer, at vi nu for første gang i menneskehedens historie kan skrive sammen i realtid uanset hvor vi er, men også, at det er muligt at gå ind redigere enhver computer, der er koblet op på internettet, fra enhver anden.
Efter en række forskningsstipendier i årene 1972-1994 blev han lektor ved Institut for Informations- og Medievidenskab, Aarhus Universitet i 1995. Fra 1996 til 1999 var han leder af Center for Kulturforskning ved Aarhus Universitet og derefter medgrundlægger og leder af Center for Internetforskning (2000-2010). Som medlem af Kulturministeriets udvalg for bevaring af den elektroniske kulturarv 2003-04 bidrog han til udarbejdelsen af den overordnede strategi for opbygningen af det nationale danske internetarkiv, netarkivet.dk der blev oprettet i samarbejde mellem Det Kgl. Bibliotek og Statsbiblioteket efter folketingsbeslutning i 2005. Han var medlem af styregruppen for det nationale forskningsprojekt Medier og Demokrati i Netværkssamfundet (MODINET) 2001-2006 og leder af forskningsprojektet Offentlighedens nye Grænseflader (2008-2011) på bevilling fra Forskningsrådet for Kultur og Kommunikation. I 2012-2014 var han leder af NetLab og temaleder i det nationale Forskningsprojekt DigHumLab 
Udgav i 2005 bogen Internettet i mediehistorisk perspektiv (3. oplag 2011). Har bl.a. bidraget med et større antal opslag om digitale medier i "Medie- og Kommunikationsleksikon" 2009.
I 2014 blev han kaldet til et professorat i ”Internetforskning, digital kulturarv og digitalt humaniora” på det humanistiske fakultet, Københavns Universitet (det daværende Informationsvidenskabelige Akademi, nu del af Institut for Kommunikation.) Hans tiltrædelsesforelæsning hed Big Data – et nyt humanvidenskabeligt forskningsfelt.
Han har her forsket i hypertekstbaserede vidensformater, herunder vidensformater, der inkluderer realtids data fra forskelligartede kilder. Han har bl.a. bidraget til Oxford Research Encyclopedia Literature med artiklen ’E-Text’ (2018), der rummer en samlet gennemgang af begreberne om elektronisk tekst fra ideen om digital kopier af trykte tekster frem til nutidens globale hypertext-univers af netforbundne tekster. Et resume fra 2020 er optaget i Antologien ’The Future of Text’ ed. by Frode Hegland, med bidrag fra blandt andre Vincent Cerf, Andries van Dam, Belinda Barnet, Ben Schneiderman, Denise Schmandt-Besserat, Don Norman, Howard Rheingold, Johanna Drucker, Matthew Kirschenbaum, Naomi Baron, Nick Montfort, Scott Rettberg, Steven Harnad, Theodor Holm Nelson og andre forskere, designere og kunstnere.

## Internationale opgaver.
- 1990. Guest editor AI & Society, vol 4.4, Springer Verlag, London 1990.
- 1990. Invited speaker, conference on The Culture of the Artificial. Lugano, Oct.
- 1992. Gæsteforsker, Center for Teknologi og Menneskelige Verdier, Oslo Universitet, Norge.
- 1994. Keynote. Dokumentasjonsvitenskapens Plass i Informasjonssamfunnet. Åbningskonference for uddannelsen i Dokumentasjonsvitenskab. Tromsø University, Norway. April 24-25.
- 1997. Keynote, Int. Ph.D. course »Challenge of Information Society for Communication Theory«, Tampere University, Finland, Jan, 17-18.
- 1998. Keynote, "The computer - a Machine, a Medium and a Signsystem". NASS Research Course in Media Semiotics. Sundvolden, Norway, June 21-27.
- 1999. Invited speaker at the seminar »The Humanities – Past, Present, Future«, Doreen B. Townsend Centre for the Humanities, Univ. of California, Berkeley, March 12, 1999.
- 2002-2006. National repræsentant i styregruppen for EU COST a20-projektet "The Impact of the Internet on Mass Media".
- 2003. Invited speaker, International Seminar, Universidad Complutense, Madrid. Media Cultures and NIT in the Nordic Countries and the Iberian Peninsula. Sep. 17-19.
- 2004. Medlem af The International Internet Preservation Committee’s (IIPC) Researchers Advisory Board.
- 2006. Keynote, From Buildings & Books to Bytes. Why not put the Library on the Shelf? International conference on The future of Libraries, BOBCATTS, Tallinn, Feb 2006.
- 2007. The Nordic Model of the Information and Knowledge Society. Invited speaker, Complutense International Seminar. Madrid. Nov 22-24.
- 2007. Public spaces, New Landscapes, Limits, and Interfaces. Keybote, International Ph.d. course, NORFA, Helsinki, Aug 14-15.
- 2009. Ekspertbedømmer EU FP 7 Forskningssprogrammet.
- 2009. Ekspertbedømmer For NWO, Det Hollandske Forskningsråd. 2008-2009.
- 2005, 2009. Medlem af ekspertpanel, Det Norske Forskningsråd.
- 2010-2013. Medlem af EU-COST Aktionen "Transforming Audiences".
- 2010-2013. Medlem af Det Norske Forskningsråds Fagkomite for Samfunnsvetenskap.
- 2011-2015. National repræsentant i styregruppen for EU COST-aktion "IS1004 “WEBDATANET: web-based data-collection - methodological challenges, solutions and implementations”.
- 2012-2015. Medlem af Advisory Board for DASISH Koordinationsorgan for ESFRI forsknings-infrastrukturer, støttet af EU-FP7.
- 2013 Keynote, Digital media defined. Docam 10 Conference, Tromsø University. Jun 22-23. Video: http://mediasite.uit.no/Mediasite/Play/f740d34f66014261ac4b6ad56619c6841d
- 2015. EU COST Evaluator 2015

## Udvalgte Publikationer

### Bøger.
1. Modernismens erkendelsesteoretiske problematik. Grenå: GMT, 1971.
2. I broderskabets Aand. Den socialdemokratiske bevægelses idehistorie 1871-1977. København: Gyldendal, 1985. E-bogs-udgave 2020.
3. Træk af naturbegrebets historie. Århus: Kimære, 1987. E-bogsudgave 2020.
4. ”Fortællingen eller livet: temaer i Martin A. Hansens forfatterskab med udgangspunkt i hans socialrealistiske ungdomsromaner.” Litteratur, Aestetik, Sprog. LÆS. Skriftserie, Aarhus: Nordisk Institut, Aarhus Universitet,1988. E-bogsudgave 2020
5. Tanke, Sprog og Maskine – en teoretisk analyse af computerens symbolske egenskaber. København: Akademisk Forlag, 1995.
6. Internettet i mediehistorisk perspektiv. København: Samfundslitteratur, 2005.

### Medforfatter til
1. SBT – Rapport om en succes. København: Gyldendal, 1971.
2. Den lange vej gennem krisen. Århus: Modtryk, 1976.
3. Livsstykker, Bidrag til det nye venstres almanak. Århus: Modtryk, 1979.
4. The Media Menus of Danish Internet Users 2009: A Survey Report. Aarhus: Aarhus Universitet, 2009.

### Redaktør af
1. Proceedings from the Symposium Theories and Technologies of the Knowledge Society: 21 September. Aarhus: Centre for Cultural Research, 1989
2. AI & Society. 4, 4, Guest editor, 1989.
3. Tidens tegn: natur, information, kultur. Kulturstudier nr 3. (Ed.) Center for Kulturforskning, Aarhus Universitet, Århus: Aarhus Universitetsforlag. 1989

### Medredaktør af
1. Synets Medier. (Eds.) Finnemann, N.0, Regener, S., &Thomsen, B. M. Kulturstudier no. 11, Center for Kulturforskning, Aarhus Universitet, CFK, 1991, Århus: Aarhus Universitetsforlag. 1991.
2. Kognition og sprog. Finnemann, N.0. og Stjernfelt, F. (Eds.) Center for Kulturforskning, Århus Universitet, Århus: Aarhus Universitetsforlag. 1992.
3. Bue og Bølge, Festskrift til Johan Fjord Jensen. Sm. Fink, H., Hougaard, J. & Larsen, F. S., 1999, Aarhus: Aarhus Universitetsforlag. 1999.
4. Downward Causation: Minds, Bodies and Matter. Sm. Andersen, P. B., Christiansen, P. V. & Emmeche, C., 2000, Aarhus: Aarhus Universitetsforlag. 2000
5. Redaktør af sektionen om digitale medier Medie og Kommunikationsleksikon. 1. udgave. Købenavn: Samfundslitteratur. 2009.

### Udvalgte videnskabelige artikler
1. ”Den litterære dannelse”. Kontext vol. 4 no. 6. Københavns Universitet, 4-6. 1972.
2. ”Den informationelle billedreformation”. Synets Medier. Aarhus: Aarhus Universitetsforlag 1991.
3. ”Efter Cognitive Science”. Kognition og Sprog, ed. by Finnemann & Stjernfelt. 1992.
4. ”Er bevidstheden et finit system?” Psyke og Logos. 16, 2. 1995.
5. “Redundancy and Codes”. Conference paper for the symposium "The emergence of codes and intentions" held at Odense University, Oct. 1995. In Larsen (ed.) Proceedings from symposion "The emergence of codes and intentions" held at Odense University, Oct. 1995.
6. Moderniteten - Alt forladt eller blot fornyet? Philosophia. 1996.
7. ”Kommunikative rum: om mediesystemet og andre systemer med variable parametre”. Arbejdspapirer, Center for Kulturforskning. Grøn serie, 24 1997.
8. Modernity modernised: the cultural impact of computerisation. In P. Mayer (ed.) Computer media and Communication. Oxford: Oxford University Press. 1997.
9. ”Stadier i den teknologiske tænknings utopier: en hovedvej i den mandlige lidenskabs historie i det 20. århundrede”. Kvinder, Køn og Forskning. 7, 1. 1998.
10. Hypertext and the Representational Capacities of the Binary alphabet. Aarhus: CFI Aarhus University. 1999.
11. ”Humaniora i det 5. info samfund.” Fink, H. et al. Bue og Bølge, Festskrift til Johan Fjord Jensen. 1999.
12. The Internet: - A new Communicational Infrastructure. Aarhus: Center for Internetforskning, Aarhus Universitet. 2001.
13. ”Arkivering af internettet”. Kritik. 151, 34, 2001.
14. ”Multiplying News”. In Lauff et al. (Eds.) Print and Online Newspapers in Europe - A Comparative Analysis in 16 Countries. Amsterdam. Het Spinhuis. (sm Bo Thomasen). 2005.
15. ”Public Space and the Co-Evolution of Digital and Digitized Media”. 2006. Politik. 9, 2, s. 64-73. 2006.
16. ”The Internet and the Nordic model of the Information Society” In Herreros, M. C. (Ed.). Sociedad de la Información y del Conocimiento en los países nórdicos. : Semejanzas y divergencias con el caso español. Barcelona: Barcelona: Gedisa, s. 196-222. 2009.
17. ”Internettet som nyt vilkår for virksomhedernes PR”. 2010, Håndbog i Strategisk Public Relations. Merkelsen, H. (red.). 1 udg. Copenhagen: Samfundslitteratur, s. 107-136. 2010.
18. ”Mediatization Theory and Digital media”. Communications. 2011.
19. ”11.9 Også mediehistorisk en skelsættende begivenhed”. Verdens tilstand ti år efter. Aarhus: Aarhus Universitetsforlag. 2011.
20. ”The Web and Digital Humanities: Theoretical and Methodological Concerns”. Med N. Brügger, N. Journal of Broadcasting and Electronic Media. 2013.
21. ”Luften - om virkelighedens materielle cyberspace”. 2014. Kulturo. 20, 38, s. 58-69.
22. ”Digitization: New trajectories of mediatization?” In K. Lundby (Ed.) Mediatization of Communication. Berlin: De Gruyter. 2014.
23. ”Humaniora og de digitale Medier”. Kampen om Disciplinerne: Viden og videnskabelighed i humanistisk forskning. Pedersen, D. B., Stjernfeldt, F. & Køppe, S. (red.). København: Hans Reitzels Forlag. 2015.
24. ”Big Data: Et nyt humanvidenskabeligt forskningsfelt”. Magasin fra Det Kongelige Bibliotek. 28, 1, s. 3-22 19 s.
25. ”Hypertext Configurations: Genres in networked Digital Media”. Journal of the Association for Information Science and Technology. 2017.
26. ”E-text”. Oxford University Research Encyclopedia Literature. 2018. Også optaget i John Frow (ed.) The Oxford Encyclopedia of Literary Theory. Oxford: Oxford University Press. 2022. ISBN 9780190699604.
27. “Web Archive"”. ISKO-Encyclopedia of Knowledge Organization. 2018.
28. “The Future of Text in the Era of Networked Digital Media”. In The Future of Text. ed. by Frode Hegland. Wimbledon: Liquid Text. 2020. Free PDF.
29. "Note on the Complexities of simple Things such as a Timeline. On the Notions Text, E-text, Hypertext, and Origins of Machine Translation." In The Future of Text. Vol. 2, Ed. by Frode Hegland. Wimbledon: Liquid Text. 2021 pp 149-156. ISBN (Trykt)9798780922513. Free PDF: DOI: https://doi.org/10.48197/fot2021